# Museu Alcoià de la Festa
 (janvier 2023).
Si vous disposez d'ouvrages ou d'articles de référence ou si vous connaissez des sites web de qualité traitant du thème abordé ici, merci de compléter l'article en donnant les références utiles à sa vérifiabilité et en les liant à la section « Notes et références ».
Le Museu Alcoià de la Festa (MAF) (fr: Musée des Maures et chrétiens d'Alcoy), d'Alcoy (Communauté valencienne, Espagne), est un musée entièrement consacré aux fêtes de Moros y Cristianos d'Alcoy, où le visiteur peut découvrir tous les détails, aspects et sentiments qui entourent cette fête.

## Bâtiment
Le bâtiment seigneurial qui héberge le MAF connu populairement en valencien comme Casal de Sant Jordi, trouve son origine au XVIIe siècle. C'était une propriété des familles nobles Jordá et Merita, jusqu'à son acquisition en 1954 par l'Association de Sant Jordi qui l'a réhabilité pour héberger son siège. L'édifice est composé d'un demi sous-sol et de trois étages supérieurs.

## Musée
L’origine du musée réside dans le fait que chaque année tous les capitaines et les lieutenants des "filaes" de Maures et chrétiens donnaient leurs costumes à l’Association de Sant Jordi, organisatrice de la fête des Maures et chrétiens à Alcoy. Cet ancien musée, avec une vaste collection de vêtements et de dessins ainsi que beaucoup d'autres objets, n'était jusqu'alors visitable qu'au siège même de l'association. En 2004, l'association décide de créer le nouveau musée qui est inauguré en 2006.